# Kergueleni hojsza
A kergueleni hojsza (Aphrodroma brevirostris) a madarak (Aves) osztályának viharmadár-alakúak (Procellariiformes) rendjébe, ezen belül a viharmadárfélék (Procellariidae) családjába tartozó Aphrodroma  madárnem egyetlen faja.

## Rendszertani besorolása
A viharmadárféléken belül a monotipikus kergueleni hojsza a Calonectris-, a Pseudobulweria- és a Puffinus-fajokkal együtt egy csoportba, az úgynevezett vészmadarakba gyűjthetők össze – legalábbis egyes rendszerezők szerint.
Ezt a madárfajt 1942-ig a viharmadarak (Pterodroma) közé sorolták Pterodroma brevirostris néven, amikor is megalkották neki a Lugensa Mathews, 1942 nevű monotipikus taxont. Aztán 2000-től áthelyezték egy másik mnonotipikus taxonba, az Aphrodroma Olson, 2000 nevűbe. 1985-ig a legtöbb rendszerező nem fogadta el, a kergueleni hojsza kivonását a viharmadarak közül. Egyesek szerint, viszont az sem biztos, hogy tényleg viharmadárféle-e. Mások a sirályhojszákkal (Fulmarus) állították rokonságba. 1998-ban végzett kutatás szerint a szerecsenhojszákat (Bulweria) vélték közeli rokonoknak.

## Előfordulása
A kergueleni hojsza előfordulási területe az Atlanti-óceánban levő Gough-szigeten, valamint az Indiai-óceán déli részein található Prince Edward-szigetekhez tartozó Marion-szigeten, a Crozet-szigeteken és a nevét adó Kerguelen-szigeteken van.

## További információk

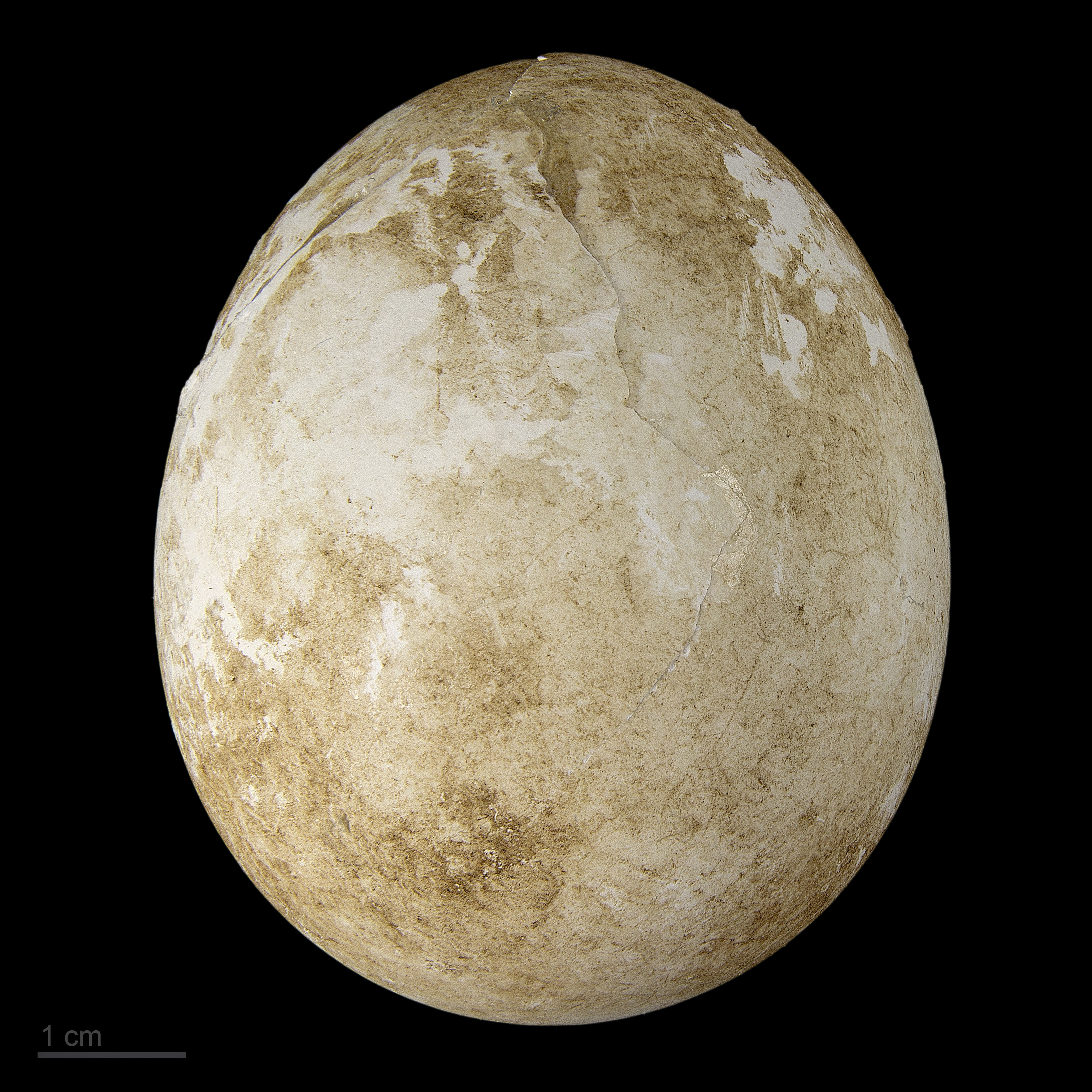
A tojása

## Megjelenése
Ez a kis termetű madár csak 36 centiméter hosszú. Tollazata szürkés.

## Életmódja és szaporodása
A költőkolóniáit éjszaka keresi fel; a nappalt a nyílt tengeren tölti – kivéve a költőmadarat. Fészke a nedves talajba vájt üreg mélyén van; az üreg nyílása mindig a szél iránya felé mutat. A fészekalj csak egy tojásból áll, melyen mindkét szülő váltakozva kotlik. A tojás a többi viharmadárféléhez képest eléggé kerek. A kotlás 49 napig tart. A kirepülés általában a kikelést követő 60. napon történik meg.

## Fordítás
- Ez a szócikk részben vagy egészben  a   Kerguelen petrel című angol Wikipédia-szócikk ezen változatának fordításán alapul.  Az eredeti cikk szerkesztőit annak laptörténete sorolja fel. Ez a jelzés csupán a megfogalmazás eredetét és a szerzői jogokat jelzi, nem szolgál a cikkben szereplő információk forrásmegjelöléseként.